# Korsträsk
Korsträsk est une localité suédoise située dans la commune d'Älvsbyn dans le comté de Norrbotten.
Sa population était de 329 habitants en 2019. 